# Festival interceltique de Lorient 2023

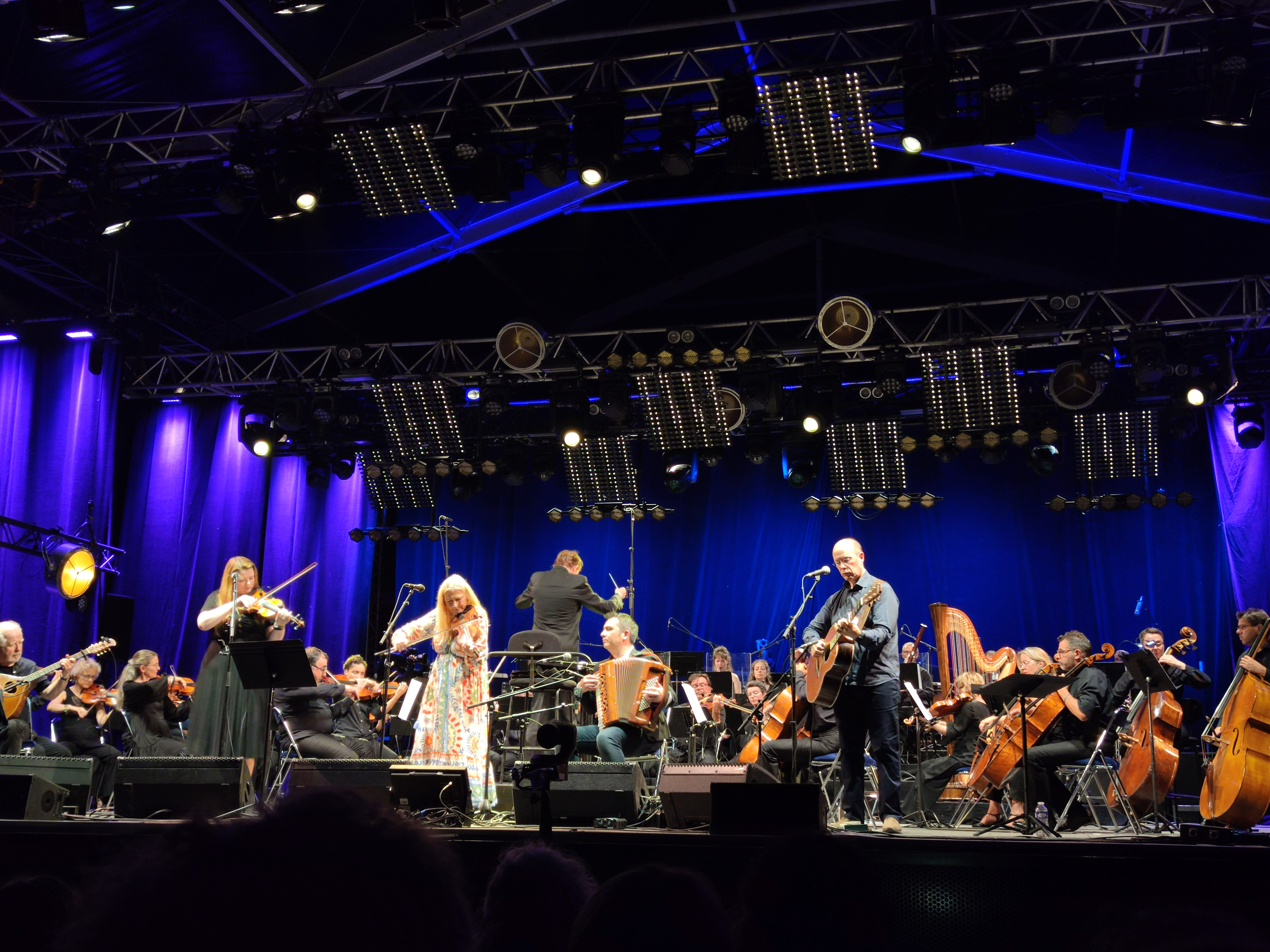
Altan et l'ONB au Festival interceltique de Lorient 2023.

La 52e édition du Festival interceltique de Lorient, qui se déroule du 4 au 13 août 2023 à Lorient, est un festival réunissant plusieurs nations celtes. L'Irlande est la nation invitée.
La fréquentation est estimée à environ 950 000 visiteurs.

## Préparation

### Pays invité
L'annonce du pays invité pour l'édition 2023 a lieu le 10 août 2022, lors de l'édition 2022. L'Irlande est alors annoncée pour la première fois depuis 2014, et pour la quatrième fois depuis la création du festival. La délégation irlandaise, dont Reuben Ó Conluain en est le porte-parole, est composée pour l'occasion de 130 artistes. Eddie Hoare, ancien joueur de football gaélique et maire de Galway (ville jumelée à Lorient depuis 1975), fait également le déplacement en terre bretonne,.
Créée par l'entreprise lorientaise Orignal communication, l'affiche pour l'édition 2023 met en avant l'Irlande avec des « symboles forts et reconnaissables ». On y retrouve ainsi le trèfle, la harpe, le violon, la cornemuse, les moutons, les danseuses celtiques et le Leprechaun. Afin de « renforcer l'identité irlandaise », le visuel est à dominante verte. Enfin, un triskel est présent au cœur du trèfle.

### Programmation
La 52e édition du Festival interceltique de Lorient se déroule du 4 au 13 août 2023. À cette occasion, il est prévu de faire « un bon clin d'œil » lors de la grande parade au drapeau breton, le Gwenn ha Du, qui fêtera ses 100 ans la même année.
Dès décembre 2022, Jean-Philippe Mauras, directeur artistique du FIL, dévoile quelques têtes d'affiches comme Suzanne Vega, Clannad, Hubert-Félix Thiéfaine, I Muvrini, Barzaz, Usher's Island (en),... Concernant le groupe irlandais Clannad qui a accepté l'invitation des organisateurs du FIL pour célébrer leurs 50 ans de carrière, il devrait s'agir de « leur unique et dernier concert en France ». L'Irlande sera représentée par d'autres artistes et groupes tels que Cúig, Galvian Way et The Killkennys.
En février 2023, Mauras annonce la venue de Denez Prigent et que la nouvelle création Celtic Odyssée 2 dirigée par Ronan Le Bars sera jouée durant le festival. Des figures celtes de 8 à 9 mètres de haut, lumineuses et imaginées par une compagnie du sud de la France pour le FIL, feront également leur apparition pour la première fois lors des soirées Horizons celtiques.

### Données financières
Les huit nations invitées au Festival Interceltique ont décidé de réduire la taille de leur pavillon en 2023 en raison de budgets en baisse. En effet, par exemple, celui de la délégation irlandaise parvient à avoisiner les 100 000 € du fait que ce soit l'année de l'Irlande. Le budget alloué à la délégation galloise pour le festival est de 48 000 livres (55 000 €), un chiffre divisé par deux par rapport à celui de 2019. Le constat est le même pour la délégation écosse qui aurait reçu très peu d'argent de la part du gouvernement écossais. En raison des moyens limités des délégations et de leur difficulté à pouvoir assurer de l'animation tous les soirs, Jean-Philippe Mauras a contribué à la conception de la place des Pays Celtes avec une scène commune, cette mutualisation permettant ainsi de dynamiser le lieu.

## Déroulé

### Grande parade

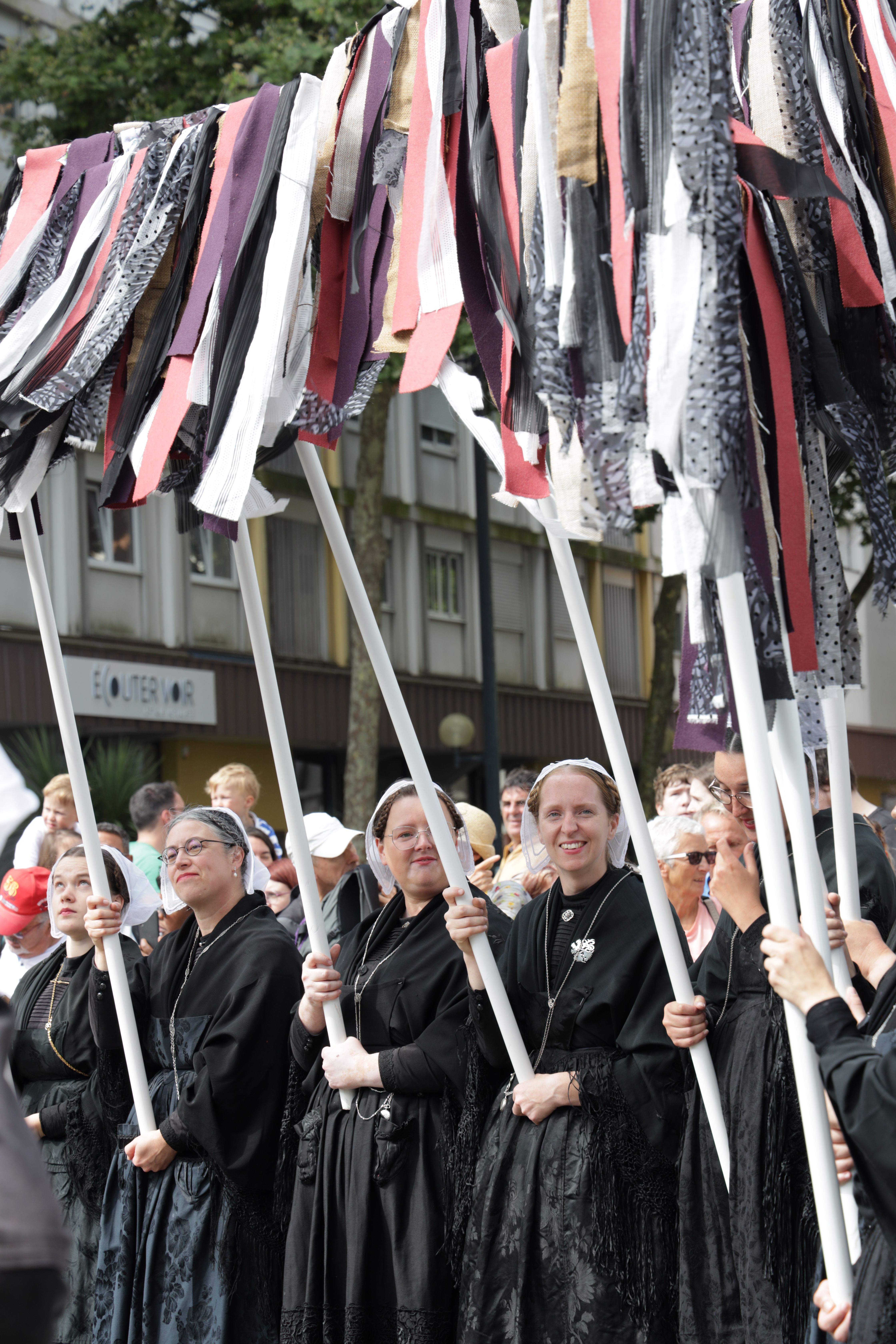
Danceuses du Trégor pendant la grande parade.

La « Grande parade des nations celtes » se déroule dans la matinée du 6 août. Le circuit, similaire à celui de l'année précédente, part du cours de Chazelles, puis passe par la rue Victor-Massé, la rue de l'Assemblée-Nationale, l'avenue Anatole-France, la rue Jean-Le Coutaller et se termine au stade du Moustoir. C'est l'occasion pour les artistes de défiler en costumes traditionnels. Le défilé regroupe 74 groupes de danses et de musiques venant des différentes nations celtes, pour un total de 5000 participants (soit 1000 de plus qu'en 2022). Parmi ces participants, on dénombre 700 enfants, âgés de 5 à 16 ans, du projet Géantes imaginé par la confédération Kenleur. Dans ce projet qui a pour objectif de « transmettre le patrimoine matériel et immatériel de Bretagne aux générations futures et faire vivre la culture bretonne au quotidien », les enfants défilent « en cinq pôles d'évolution distincts et autant de poupées bretonnes géantes de 4 mètres de hauteur, symbolisant les cinq grandes zones et terroirs géographiques de Bretagne ».
Pour permettre aux festivaliers d'assister à la Grande parade, le service de transport en commun IZILO met en place un dispositif spécifique en ouvrant des parkings relais dans les villes voisines de Lanester et Riantec pour ensuite relier Lorient via les navettes et bateaux-bus, avec des horaires élargis,.

### Concours

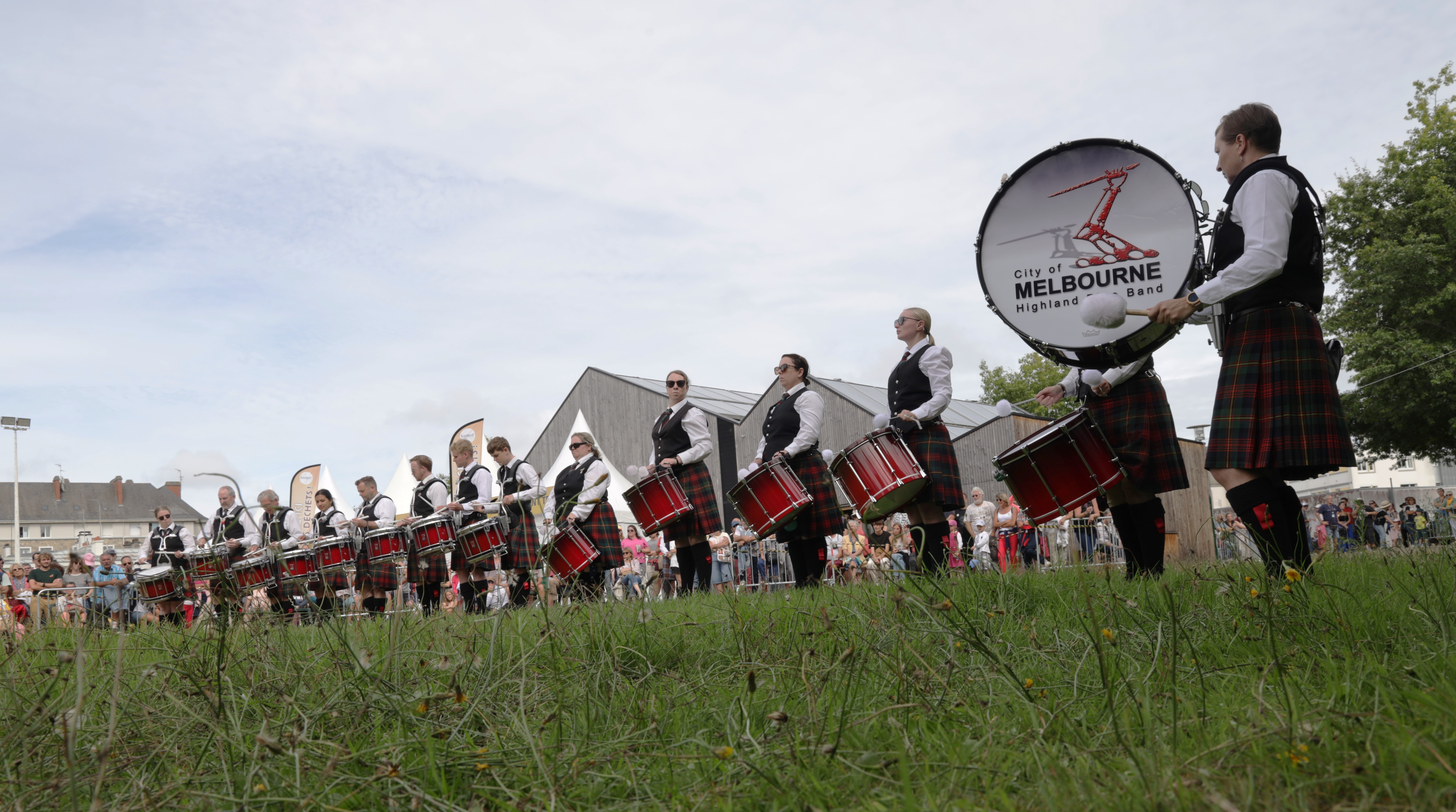
Le City of Melbourne Highland Pipe Band remporte l'épreuve de batterie du tournoi de pipeband.

Les concours de solistes récompensent lors de cette édition Jaíme Alvarez Fernández (Trophée Mac Crimmon de gaïta), Stuart Liddell (Trophée Mac Crimmon de Highland Bagpipe), Gwendal Thieme (Trophée jeunes sonneurs Botuha), Bredon Eade (Concours International de Pibroc'h), Lohann Rousseau (Kitchen Music Lancelot), Brewen Le Guellec (Concours accordéon), et Rose Pollier (Trophée de harpe celtique Camac).
Plusieurs concours de groupes sont organisés. Le « trophée Matilin an Dall » regroupe des couples de sonneurs, jugés par cinq juges au palais des congrès. Il est remporté par Gilles Lehart et Mathieu Messager. Aucun prix du public n'est décerné. Le « Trophée de Musique Celtique Loïc Raison » rassemble des sélectionnés lors de l'année par des concours qualificatifs. Ceux-ci passent tous les soirs de la semaine. Les quatre finalistes jouent le second samedi du concours. Feis Rois Galvian Way (Irlande) s'impose face à La Mézanj (Bretagne), Makadam Fentus (Bretagne), et Doremimosa (Irlande).
Le trophée International de Pipe Band voit le Brieg Pipe-band s'imposer en MSR comme en Medley, alors que le City of Melbourne Highland Pipe Band remporte l'épreuve de batteries. L'épreuve du championnat national des bagadoù est remportée par le Bagad Cap Caval qui remporte aussi le championnat.

## Bilan

### Fréquentation
Les organisateurs communiquent le chiffre record de 950 000 visiteurs répartis sur toute la durée du festival, bien qu'il soit soit approximatif, les entrées gratuites étant difficilement quantifiables. Jean-Philippe Mauras, directeur artistique du FIL, qualifie cette fréquentation de « hors de commun ». Environ 165 000 billets (comprenant les entrées aux concerts et les badges servant à entrer sur les sites du festival) sont vendus, soit une augmentation des ventes de plus de 30 % par rapport à 2022,. Selon Jean-Paul Kihl, président du FIL et ancien sous-préfet de Lorient, il s'agit d'une « très belle édition » qui peut s'expliquer, entre autres, par la météo favorable, l'intérêt pour l'Irlande et l'« envie de se retrouver, de faire la fête face à la morosité ambiante ». Par ailleurs, Jean-Philippe Mauras explique que la fidélité des festivaliers, qui reviennnent d'année en année, est aussi l'une des raisons de ce succès. Le spectacle Horizons celtiques, joué au stade du Moustoir, a attiré plus de 50000 spectateurs contre 30000 l'année d'avant. Les concerts irlandais ont, quant à eux, tous affichés complets. Le Kleub, pour sa deuxième année d'existence, semble également avoir « trouvé sa place dans le festival » avec un flux constant de visiteurs.

### Sécurité
A l'issue du festival, Jean-Paul Kihl fait l'état d'un premier bilan de la sécurité positif à l'exception d'« incidents à la marge » tandis que la police n'évoque aucun fait particulier. Selon Jean-Philippe Mauras, les stands étaient moins concentrés, ce qui permettait de fluidifier les déplacements et donc de contribuer à la sécurité. Néanmoins, même si « aucun incident majeur n'est à relever concernant le déroulement de l'événement » d'après l'autorité préfectorale, deux agressions sexuelles présumées ont eu lieu dans le Kleub, la scène des musiques celtes contemporaines, lors de la dernière soirée du Festival Interceltique de Lorient,.

### Évolutions annoncées
En raison des Jeux olympiques d'été à Paris en 2024, l'édition 2024 du Festival interceltique de Lorient se tiendra plus tard et ne durera que sept jours (du lundi 12 août au dimanche 18 août). Ainsi, Jean-Philippe Mauras signale que « ce ne sera pas une année pour tenter de gros changements ».